# قطعنامه ۱۶۹۶ شورای امنیت
قطعنامه ۱۶۹۶ شورای امنیت سازمان ملل متحد که در تاریخ ۳۱ ژوئیه ۲۰۰۶ تصویب شد. در این قطعنامه شورای امنیت سازمان ملل پس از ابراز نگرانی از اهداف برنامه هسته‌ای ایران، از ایران خواست تا برنامه غنی‌سازی اورانیوم خود را متوقف کند. این قطعنامه طی نشست ۵۵۰۰ام با ۱۴ رأی موافق و ۱ رأی مخالف (قطر) به تصویب رسید.

## پیش زمینه
شورای حکام آژانس بین‌المللی انرژی اتمی در سپتامبر ۲۰۰۵ اعلام کرد به این جمع‌بندی رسیده‌است که ایران موافقت‌نامه‌های پادمان را مراعات نمی‌کند و لذا در برنامه هسته‌ای ایران پرسش‌هایی وجود دارد که در صلاحیت شورای امنیت است. در فوریه ۲۰۰۶ میلادی آژانس بین‌المللی انرژی اتمی نتایج جمع‌بندی اش را به شورای امنیت گزارش کرد. بر مبنای این گزارش ایران برای روشن شدن اهداف برنامه هسته‌ای اش شفافیت کافی ایجاد نکرده‌است.